# Аламыйза
А́ламыйза (эст. Alamõisa), до 1977 года А́ла (эст. Ala) — деревня в волости Тырва уезда Валгамаа, Эстония.
До административной реформы местных самоуправлений Эстонии 2017 года входила в состав волости Хелме (упразднена).

## География и описание
Расположена в 17 км к северу от уездного центра — города Валга. Высота над уровнем моря — 53 метра.  
Климат умеренный. Официальный язык — эстонский. Почтовый индекс — 68403.

## Население
По данным переписи населения 2021 года, в Аламыйза  насчитывалось 70 жителей, все — эстонцы.
По данным переписи населения 2011 года в деревне проживали 76 человек, также все — эстонцы.
Численность населения деревни Аламыйза по данным переписей населения:
| Год  | 1959 | 1970 | 1979  | 1989 | 2000 | 2011 | 2021 |
| ---- | ---- | ---- | ----- | ---- | ---- | ---- | ---- |
| Чел. | 80   | ↗ 84 | ↗ 118 | ↘ 91 | ↘ 86 | ↘ 76 | ↘ 70 |

## История
В источниках 1518 года упоминается Asykas (мыза), 1782 года — Alla mois, 1798 года — Alla M. (мыза).
До 1977 года деревня называлась Ала, затем получила название Аламыйза. Южная часть деревни известна под названием Нильби (эст. Nilbi). В 1977 году, в период кампании по укрупнению деревень, с Аламыйза была объединена деревня Кангру (эст. Kangru).
В 1953 году на территории деревни был установлен памятник в честь форсирования советскими войсками реки Вяйке-Эмайыги в годы Великой Отечественной войны с надписью «Здесь в годы Второй мировой войны 14.IX.1944 11-я и 58-я стрелковые дивизии Советской армии форсировали Вяйке-Эмайыги» (объект культурного наследия). В протоколе от 30 ноября 2022 года рабочая группа по советским памятникам при Госканцелярии Эстонии (РГСП) признала памятник «нейтральным монументом», т. е. не подлежащим удалению из общественного пространства (см. Список советских военных памятников Эстонии).

## Происхождение топонима
Название деревни происходит от двух эстонских слов: ala («нижняя») и mõis (мыза). 

## Комментарии
1. ↑  Эстонские топонимы, оканчивающиеся на -а, в русском языке не склоняются[6], а род получают по родовому слову, например, деревне присваивается женский род, хотя в эстонском языке нет категории рода.